# Habenaria leptoceras
Habenaria leptoceras är en orkidéart som beskrevs av William Jackson Hooker. Habenaria leptoceras ingår i släktet Habenaria och familjen orkidéer. Inga underarter finns listade i Catalogue of Life.

## Bildgalleri

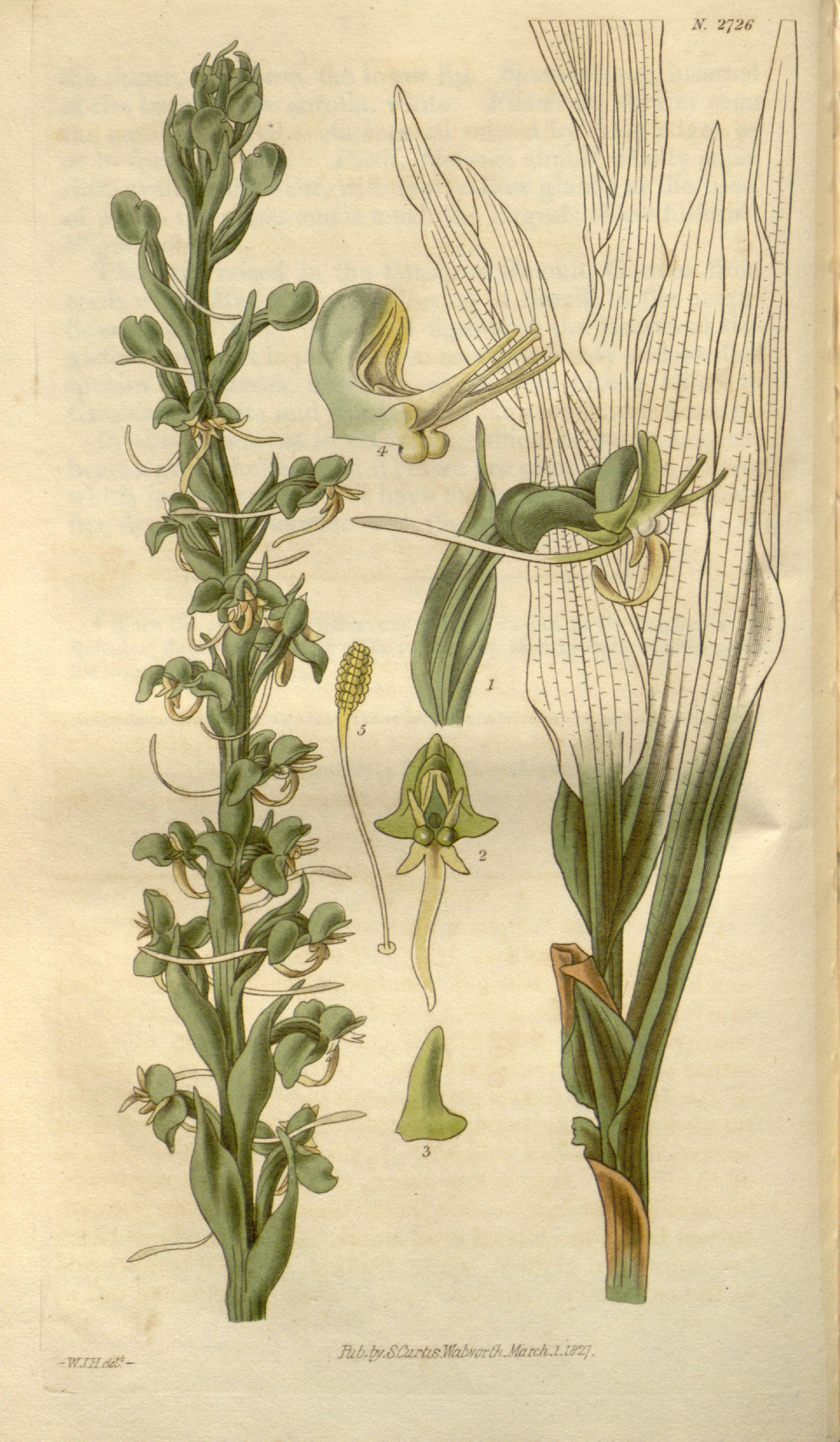